# Ben Franklin (PX-15)
Ben Franklin (PX-15) – podwodny statek badawczy, zdolny do długiego przebywania pod wodą. W 1969 wykonał miesięczny rejs badawczy, dryfując w Prądzie Zatokowym. Obecnie w Vancouver Maritime Museum.

## Historia
W latach 60 XX wieku Stany Zjednoczone rozwijały nauki techniczne. Głównym celem było wysłanie misji załogowej na Księżyc, lecz finansowano też badania oceanograficzne. Jacques Piccard, szwajcarski oceanograf i budowniczy jednostek podwodnych (brał udział w budowie batyskafu Trieste i pierwszego podwodnego statku pasażerskiego Auguste Piccard) zaproponował amerykańskiemu przedsiębiorstwu Grumman budowę podwodnej jednostki przeznaczonej do długotrwałego przebywania w zanurzeniu i prowadzenia prac badawczych. Jednostkę zbudowano we współpracujących z Grummanem Giovanola Freres SA w Szwajcarii w latach 1967-1968. Przetransportowana na Florydę została przygotowana do rejsu. Ze względu na kłopoty techniczne start opóźniano i dopiero w lipcu 1969 jednostka była gotowa. 

### Dryf w Prądzie Zatokowym
14 lipca 1969 rano jednostka została odholowana z portu w Palm Beach przez holownik Privateer, który miał towarzyszyć Franklinowi w czasie całej podróży, zapewniając łączność i ewentualną pomoc. Wieczorem tego samego dnia Ben Franklin zanurzył się i, po początkowych kłopotach, rozpoczął dryf w Prądzie Zatokowym na głębokości 200-300 metrów. W początkowej fazie, gdy jednostka znajdowała się nad szelfem, prowadzono badania i fotografowanie stereoskopowe dna morskiego do głębokości  500-600 metrów. 14 sierpnia Ben Franklin wynurzył się w pobliżu Nowej Szkocji po przebyciu ponad 1400 mil morskich (ok. 2400 km). 

### Późniejsze losy
Później statek wykorzystano w kilku znacznie krótszych zanurzeniach, badając możliwości wykorzystania go do różnych celów, lecz w 1971 wszedł na rafę. Uszkodzona jednostka została sprzedana w prywatne ręce, ale nowy właściciel nie podjął prac remontowych i statek niszczał na nabrzeżu. W 1999 został podarowany do Vancouver Maritime Museum, gdzie przeprowadzono restaurację i wystawiono jednostkę jako eksponat muzeum.

## Dane techniczne
Jednostka o wyporności (w zanurzeniu) 132 ton miała długość 14,86 metra, szerokość 6,55 m i wysokość 6,1 m. Maksymalne zanurzenie operacyjne określono na 2000 stóp (600 metrów). Głębokość zgniecenia oszacowano na 1200 metrów. 
4 silniki elektryczne, zamontowane w zewnętrznych gondolach mogły nadać prędkość 4 węzłów, jednak ze względu na bardzo ograniczoną ilość energii, silniki były przewidziane tylko do manewrowania. Energii na wszystkie potrzeby dostarczały akumulatory ołowiowe zamontowane na zewnątrz kadłuba o pojemności 756 kWh.

### Warunki życia załogi
Statek zaprojektowano tak, aby sześcioosobowa załoga mogła przebywać w zanurzeniu przez 6 tygodni. Tlen przechowywano w postaci ciekłej, dwutlenek węgla i nadmiar wilgoci usuwano za pomocą pochłaniaczy. Wnętrze było stosunkowo przestronne, każdy z załogantów miał osobną koję. Na dziobie znajdowała mesa będąca też pokojem obserwacyjnym, na rufie było osobne pomieszczenie do pracy. Fekalia były przechowywane w zbiornikach dna podwójnego, śmieci stałe były przechowywane po zgnieceniu. 
Ze względu na bardzo ograniczone zasoby energii, w czasie długiego rejsu nie używano ogrzewania, mimo że były zainstalowane grzejniki elektryczne. Z tego powodu temperatura wewnątrz utrzymywała się na poziomie 10-15 °C. Z tego powodu załodze przez długi czas dokuczało przeziębienie.
Zapasy żywności w większości stanowiły produkty liofilizowane.